# سیارک ۱۶۷۸۱
سیارک ۱۶۷۸۱ (به انگلیسی: 16781 Rencin، نامگذاری:1996XU18) شانزده هزار و هفتصد و هشتاد و یکمین سیارک کشف شده‌است که در ۱۲ دسامبر ۱۹۹۶ کشف شد.
قدر مطلق سیارک برابر ۱۳٫۷۰ است.